# نیکولتا کاسلین
نیکولتا کاسلین (ایتالیایی: Nicoletta Caselin؛ زادهٔ ۷ آوریل ۱۹۷۳) بازیکن بسکتبال اهل ایتالیا بود. وی در بازی‌های المپیک تابستانی ۱۹۹۶ شرکت کرده‌است.